# Вторая битва при Эланде
Вторая битва при Эланде — морское сражение между флотами Швеции и Дании, состоявшееся 14 августа 1564 года у северного мыса Эланда.

## Ход сражения
12 августа шведский флот стоял на якоре у берегов Эланда, когда в его окрестностях появился датский флот. Датский флот, казалось, готовился к бою, но, поскольку Хорн считал ситуацию неблагоприятной для шведов, он снялся с якоря и направился к Готланду. Затем датчане высадились на Эланде для разграбления острова. Вскоре ветер переменился и Хорн счёл, что ситуация для шведского флота стала более благоприятной. Поэтому он решил развернуть свои военные корабли и встретиться с датчанами. Когда датчане увидели приближающиеся корабли шведов, они выступили, и два флота встретились в Кальмарсунде. Наступила ночная тьма и сражение было остановлено, но возобновилось на следующий день 13-го, вероятно, тогда корабли двинулись на юг и вышли из Кальмарсунда. Позже вечером датчане начали отступать, но шведам удалось взять на абордаж и захватить три датских корабля (Böse Lejonet, Morian и David) и взять около 600 военнопленных, прежде чем датский флот окончательно отступил.